# Lola Shoneyin

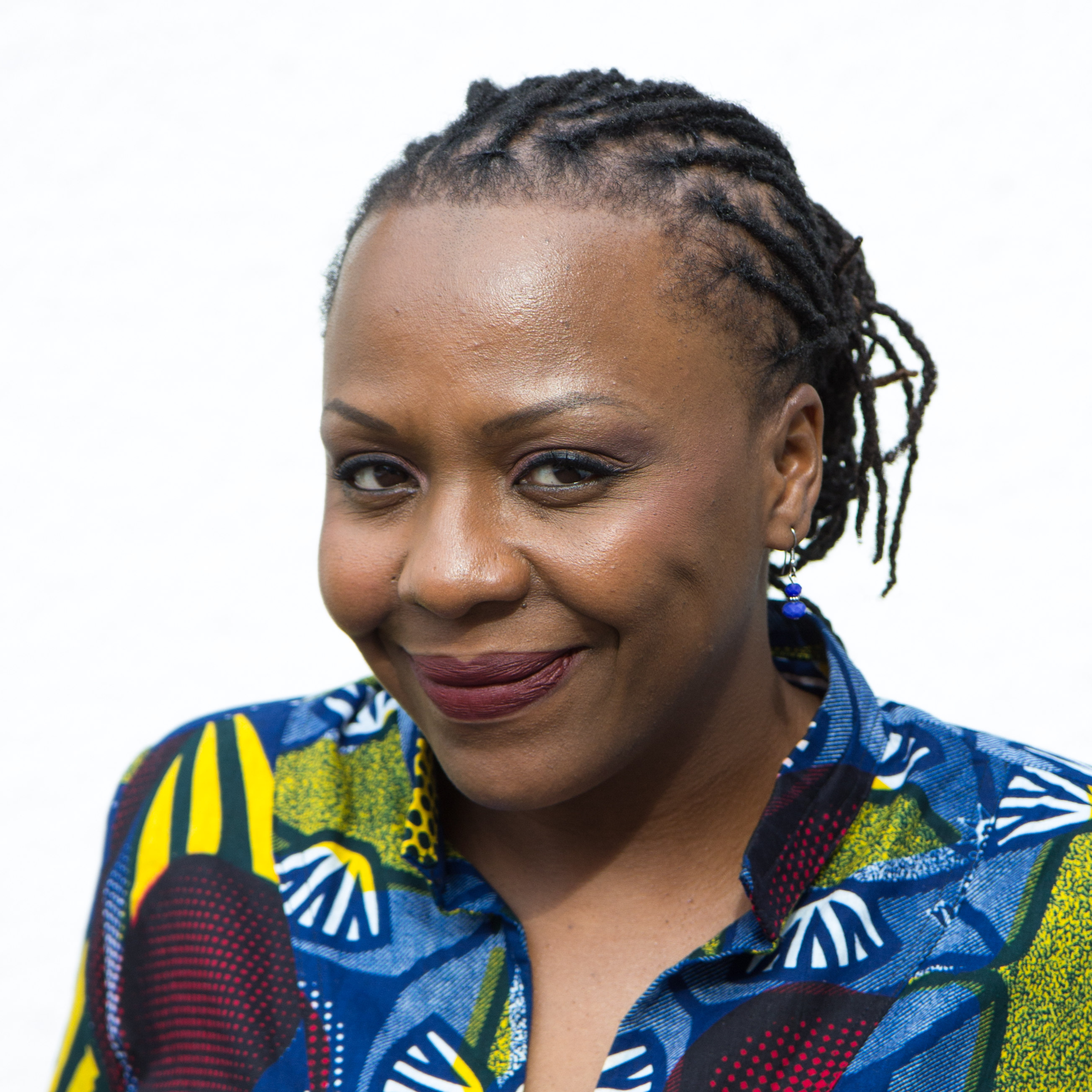
Lola Shoneyin (2015)

Lola Shoneyin (geboren 26. Februar 1974 in Ibadan) ist eine nigerianische Schriftstellerin. Sie ist Gründerin des Aké Arts and Book Festivals, das Kunst und Literatur verbindet.

## Leben
Titilola Atinuke Alexandrah Shoneyin wuchs in einer herrschaftlichen Familie auf. Ihr mütterlicher Großvater war ein Stammesfürst in der Region Ogun, der seit 1938 herrschte und fünf Frauen hatte. Der nigerianische Literaturnobelpreisträger Wole Soyinka ist ihr Schwiegervater. Shoneyin besuchte als Sechsjährige ein Internat in Edinburgh. Sie besuchte zudem ein Internat in Bristol im Vereinigten Königreich und kehrte nach Nigeria zurück. Bereits in ihrer frühesten Kindheit war Shoneyin eine unersättliche Leserin, die ihre Schule bei Poesiewettbewerben vertrat.
Im Jahr 1984 erlebte sie im Alter von 10 Jahren den Staatsstreich durch Muhammadu Buhari, dessen Regime verheerende Auswirkungen auf das Schicksal ihrer Familie hatte. Ihr Vater, ein Regierungsauftragnehmer, dem der Staat Geld schuldete, wurde für sechs Monate inhaftiert und die Familie in den finanziellen Ruin getrieben, indem der väterliche Ingenieurbetrieb liquidiert wurde. Die Kinder wurden in staatliche Schulen untergebracht und verabschiedeten sich von ihrem privilegierten Lebensstil. Jahrzehnte später wurde Shoneyin zu einer Fürsprecherin Buharis und unterstützte sein Ziel der Korruptionsbekämpfung im Wahlkampf.
Shoneyin widersetzte sich dem Wunsch ihres Vaters, Medizin oder Jura zu studieren, und entschied sich schließlich für ein Studium der englischen Literatur an der Ogun State University, der späteren Olabisi Onabanjo University in Ago Iwoye. Sie machte 1995 einen Bachelorabschluss. In ihrem letzten Jahr an der Universität verliebte sie sich intensiv in die Poesie und ließ sich von afroamerikanischen feministischen Schriften von Namen wie Ntozake Shange, Alice Walker und Toni Morrison begeistern. Sie besuchte 1999 einen Literaturkurs im Iowa Writers Workshop. In London erwarb sie 2005 einen Abschluss als Lehrerin.
Chimamanda Ngozi Adichie beschrieb sie einmal wie folgt: „Lola Shoneyins Subversion ist köstlich schlau, ihr Humor beißend, ihre Augen erbarmungslos und ihre Weltanschauung stets menschlich.“
Shoneyin ist Lehrerin an einer internationalen Schule in Abuja. Sie lebt mit Mann und vier Kindern in Lagos.

## Wirken
Ihr erster Gedichtband So All the Time I was Sitting on an Egg erschien 1995. Kinder sind ein wiederkehrendes Element in ihren Gedichten – sowohl als Figur als auch als Metapher, etwa wenn in einem ihrer Gedichte Meereswellen „wie unverschämte Kinder“ schlagen.
Ihr Roman The Secret Lives of Baba Segi's Wives erschien 2010 im Vereinigten Königreich. Es handelt sich um eine scharfsinnige Studie über eine polygame nigerianische Familie. Darin beginnen die vier Frauen des Baba Segi die Selbständigkeit zu üben, so dass Segi am Ende seinem Sohn die Monogamie empfiehlt. Der Roman wurde für die Bühne adaptiert. Es wurde zudem als BBC-Hörspiel und als Graphic Novel adaptiert und diente für eine Netflix-Serie als Vorlage. Der Roman erschien in zahlreiche Sprachen und ist besonders in Deutschland und Italien besonders erfolgreich. Shoneyin erklärte den internationalen Erfolg des Buches einmal wie folgt: „Es geht um die Universalität der Gefühle von Menschen. Leser finden einen Verbindung zu dem Buch, auch wenn es aus einer komplett anderen Kultur stammen.“
Ihr Buch Mayowa and the Masquerades (2021) ist eine Erzählung über den jungen Mayowa, der seinen Unmut über einen Besuch bei seiner Großmutter in Ilisan überwindet. Durch Abenteuer mit seinem Freund Denuyi und der Teilnahme an einem Yoruba-Maskenfest entdeckt er die Freuden des Landlebens und die Bedeutung seines kulturellen Erbes. Das Buch vermittelt Botschaften über kulturelle Identität, Familienwerte und Gemeinschaft.
Seit 2013 organisiert sie das Aké Arts and Book Festival, das zunächst in Abeokuta und seit 2018 in Lagos stattfindet. Das Festival bringt jedes Jahr Schriftsteller aus dem afrikanischen Kontinent zu Gesprächen und Workshops über die Kunst und das Schreiben zusammen. Das Festival ist das erste seiner Art in Nigeria.

„Ich wollte einen Ort, an dem Intellektuelle und Denker zusammenkommen und über afrikanische Themen auf afrikanischem Boden sprechen können.“

## Auszeichnungen
Im Jahr 2019 wurde sie in die Anthologie New Daughters of Africa von Margaret Busby aufgenommen. Die Financial Times nahm sie in seine Liste der 25 einflussreichsten Frauen des Jahres 2023 auf.

## Werke (Auswahl)
- So All the Time I was Sitting on an Egg. Lyrik. Ibadan : Ovalonion House, 1995
- Song of a Riverbird. Lyrik. Ibadan : Ovalonion House, 2002
- For the Love of Flight. Lyrik. 2010.
- Mayowa and the Masquerades. Illustrationen Francis Blake. Kinderbuch. London : Cassava Republic Press, 2010
- The Secret Lives of Baba Segi's Wives. London : Serpent’s Tail, 2010
  - Die geheimen Leben der Frauen des Baba Segi. Übersetzung aus dem Englischen Susann Urban.    Frankfurt am Main : Ed. Büchergilde, 2014